# Vodní elektrárna Belo Monte
Vodní elektrárna Belo Monte (portugalsky Usina Hidrelétrica de Belo Monte) je vodní dílo na řece Xingú v Brazílii. Je čtvrtou nejvýkonnější elektrárnou na světě a druhou nejvýkonnější elektrárnou na americkém kontinentu. Objemem výkopových prací dílo převyšuje všechny ostatní elektrárny na světě a je srovnatelné s Panamským průplavem.

## Hydrogeografická charakteristika

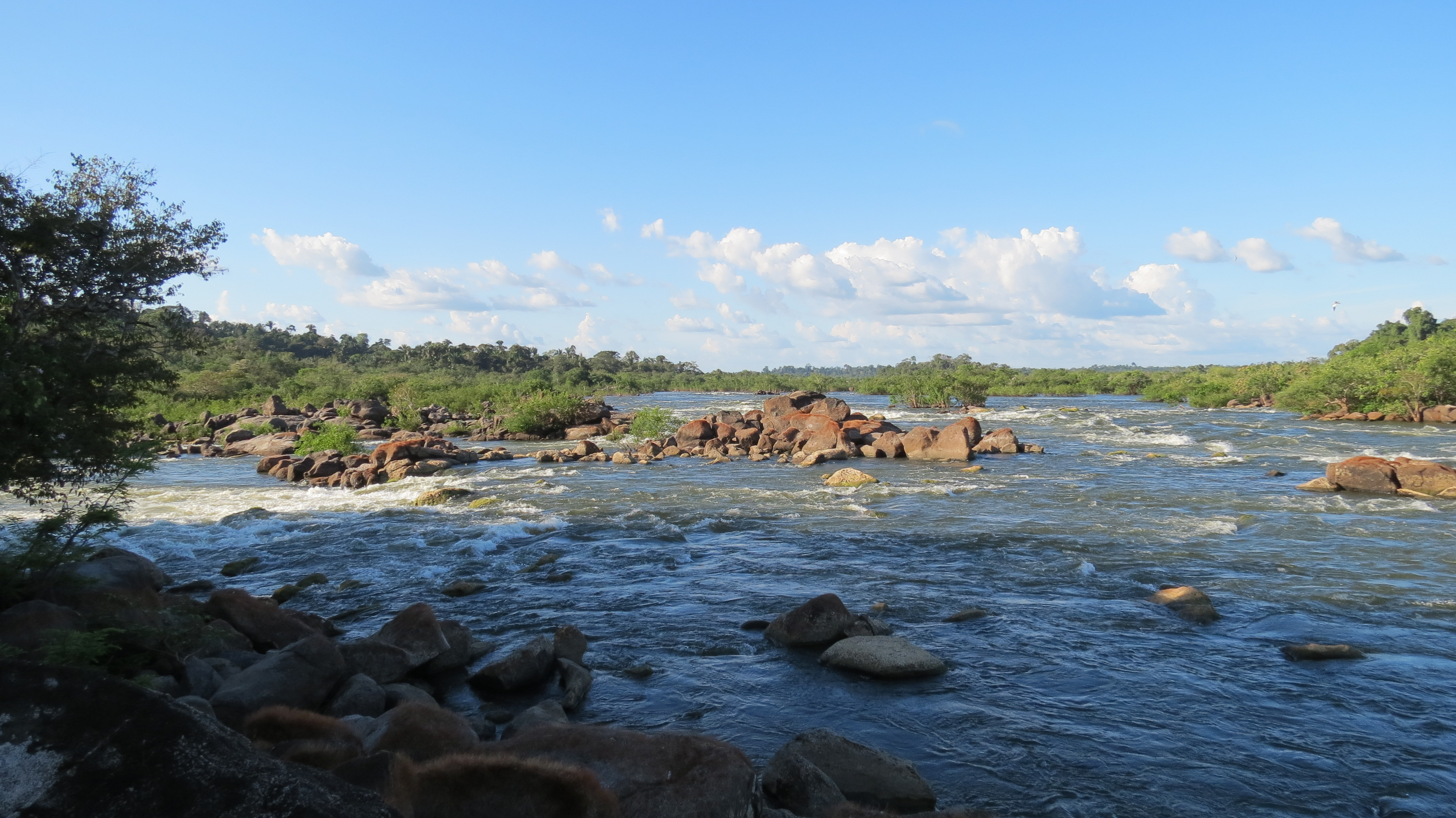
Vodním dílem nedotčené peřeje v blízkosti Belo Monte

Průtoku největší řeky světa Amazonky lze pro energetické účely využít pouze na jejích pravostranných přítocích, v místech, kde se na peřejnatých úsecích vlévají do Amazonské pánve. I pouhé přítoky Amazonky disponují průtokem s hodnotami samostatných světových veletoků. Jsou to řeky Madeira, Tapajos, Xingú a Tocantins. Řeka Xingú pak opouští zdrojovou náhorní plošinu způsobem, který dal vzniknout projektu unikátního vodního díla pomocí gigantického derivačního systému mezi brazilskými městy Altamira a Belo Monte.
Krátce po soutoku se svým nejmohutnějším přítokem Iriri začíná řeka Xingú klesat do Amazonské pánve podél zdrojové náhorní plošiny v trase oblouku o poloměru zhruba 15 km. Když se začíná od vyvýšeného okolí levého břehu konečně pomalým spádem vzdalovat směrem k Amazonce, je od počátku klesání vzdálena zhruba 3 x delší trasou říční oproti trase vzdušné a levý břeh převyšuje pravý o více než 80 m.  Průměrný průtok řeky v tomto místě činí 8 670 m3 / s.  Odvést řeku do těchto míst na vrcholu plošiny znamená „dostat Volhu do osmdesátimetrové výšky“. Takový hydrodynamický potenciál nelze opomenout a mnozí inženýři se při začátku vyměřovacích prací vyjadřovali o tomto místu, zvaném Belo Monte, jako o zázraku a „Božím daru“.  V místech, kde řeka Xingú začíná klesat do Amazonské pánve, se nalézá město Altamira. Altamira a Belo Monte leží na Transamazonské dálnici BR 230, což je pro řízení staveb další příznivá skutečnost.
Nepříznivý pro vodní energetiku na všech pravostranných přítocích Amazonky je však roční chod srážek ve zdrojových oblastech Gran Chaco a Mato Grosso a z nich plynoucí veliké minimo-maximální rozpětí průtoků. Suché období v měsících srpen až listopad, které způsobuje druhové bohatství jihoamerických kaktusů, je vystřídáno prudkými lijáky v jarním období. V případě řeky Xingú se podzimní minima pohybují kolem 500 m3 /s a jarní maxima mezi 20 až 30 000 m3/s.

## Popis vodního díla

Celkové schéma vodní cesty

Hydroenergetický komplex Belo Monte je tvořen třemi hlavními částmi. Jsou to přehradní systém s akumulační nádrží, nadržující vodu pro odtok do derivačního systému, derivační systém přivádějící vodu k hlavní elektrárně a hráz a budova hlavní elektrárny.

### Přehradní systém Pimental
Uzlovým bodem systému je přehrada Pimental, která přehrazuje tok samotné řeky Xingú a reguluje odtok v požadovaném poměru umělé a přírodní cesty. Zadržením řeky vznikla úzká přehradní nádrž o ploše 359 km2 a délce zhruba 100 km, která tvoří hlavní zdroj vodní akumulace. Systém Pimental rozvádí průtok řeky jednak do derivačního kanálu pro výkon na turbínách hlavní elektrárny Belo Monte, jednak do původního skalnatého koryta řeky. Do přírodního řečiště řeka protéká po většinu roku skrz doplňkovou elektrárnu, v případě vysokých povodňových stavů přelivem.  
Přehradní systém přehrazuje vodní tok v místech původních čtyř ramen v celkové délce 6,5 km. Většina délky připadá na zemní sypanou hráz. Gravitační betonová součást o výšce 33 m a celkové délce 556 m je členěna na 20 přelivových polí o šířce 22,3m a elektrárnu. Propustnost přelivu odpovídá odhadu deseti tisíciletého průtoku 62 000 m3/s. V elektrárně na spádu 11,4 m pracuje šest horizontálních Kaplanových turbín, každá o hltnosti 378 m3/s a výkonu 38 MW. Celkový výkon této elektrárny je 233 MW a je doprovodným energetickým výstupem zařízení, jehož hlavním účelem je řízení vodního toku. Na levém břehu byl vytvořen rybí přechod o celkové délce 1 200 m, který je napájen průtokem 40 m3/s.
Od hlavní elektrárny je vzdálen kolem 100 km přírodní říční cestou a 40 km vzdušnou čarou.

### Derivační systém
Od levého břehu akumulační nádrže se odvíjí 20 km dlouhý umělý kanál o šířce 210 m u dna a hloubce 25 m. Hltnost kanálu 14 000 m3/s dokáže zásobit vodou turbíny hlavní elektrárny pro její maximální výkon. Jedná se o vodní dílo srovnatelné s dvaceti kilometry největší evropské řeky Volhy. Bylo vykopáno 130 milionů krychlových metrů zeminy a kamene a obloženo 7,1 milionů čtverečních metrů stěny a dna kanálu. Voda je přiváděna do oblasti, kde pomocí 27 pomocných přehrad přes všechna odtoková údolí vytváří vodní nádrž Dos Canais o ploše 119 km2.   

### Elektrárna Belo Monte
Elektrárna Belo Monte zpracovává vodu na spádu 87 m mezi hladinou derivační nádrže Dos Canais a hladinou řeky Xingú v jejím přirozeném řečišti v nadmořské výšce 8 m. Dno vývařiště se nachází již pod hladinou Atlantiku. Průtok řeky je tak zpracován na maximálním reálně využitelném spádu. Základy elektrárny byly vylámány přímo ve skále z vyvřelých hornin, nad elektrárnou je návodní betonová hráz o výšce 30 m. 18 Francisových turbín o hltnosti 775 m3/s a výkonu 611 MW bude poskytovat celkový výkon 11 000 MW. Výrobcem turbín je brazilská pobočka německé společnosti Voith v Manausu. Turbíny jsou tak dopravovány vodní cestou po proudu Amazonky a proti proudu Xingú. Rotor turbíny o průměru 8,5 m a hmotnosti 320 tun je vysoký 5 m.
Průtoku 13 950 m3/s, který zajišťuje provoz při plném výkonu, lze při nutném odpouštění do přírodního koryta dosáhnout pouze v měsících leden až květen, naopak při podzimním vodním stavu může pracovat pouze jedno soustrojí. Garantovaný průměrný celoroční výkon je 4 420 MW v elektrárně Belo Monte a 152 MW v elektrárně přehrady Pimental. Využití maximálního výkonu je tak pouze 37 % a roční výroba se předpokládá na hodnotě 39,5 miliardy kWh.

## Historie projektu a výstavby

### Projekt
První cílené mapování dotčeného území začalo v roce 1975. V roce 1980 byly vypracovány studie hydroenergetického komplexu Altamira s elektrárnami Babaquara (6 600 MW) a Kararaô (11 000 MW).  Podle studie by realizace tohoto projektu vyžadovala vysídlení sedmi tisíc Indiánů. Neshody ohledně sociálních a environmentálních dopadů vedly k pozastavení financování v roce 1989.
V roce 1994 byly provedeny nové studie proveditelnosti s cílem omezit rozlohu zaplavených oblastí a vyřadit z oblasti vlivu vodního díla veškerá území domorodých obyvatel. Z projektu se odstraňuje přehrada Babaquara s významnou akumulační schopností a domorodý název přehrady Kararaô je změněn na Belo Monte. Vyřazením vyšší akumulační nádrže z projektu klesá účinnost kapacity elektrárny na 40%. V novém projektu je plánována zatopená plocha 1225 km2 snížena na třetinu.
V červenci 2005 zmocňuje Národní kongres společnost Electrobrás k dokončení studií EIA.
V dubnu 2010 spolková vláda pořádá výběrové řízení na výstavbu a provoz Belo Monte po dobu 35 let. Vítězí společnost Norte Energia.
V červnu 2011 – je vydána instalační licence, která umožňuje zahájení prací a ke stejnému datu jsou práce zahájeny.
V listopadu 2015 je vodnímu dílu udělena provozní licence a v prosinci se začíná plnit derivační systém.

### Ekologická a sociologická problematika
Budování vodních děl je doprovázeno vlivy na životní prostředí, které jsou eliminovány výrobou obnovitelné energie. Projekty na budování přehrad na řece Xingú svým vlivem na životní prostředí nijak nevybočovaly ze zažité normy. Projekt obrovského významu však přišel v době prudkého nárůstu ekologických aktivit a právě oblast Amazonie se stala zřetelnou módní vlnou. Domorodí obyvatelé dotčené oblasti již měli za sebou bohaté zkušenosti s protesty proti stavbě Transamazonské dálnice, zejména pak v demonstracích protřelý kmen Kayapó.
Během prvního setkání domorodých obyvatel Xingú, které se konalo v únoru 1989 v Altamiře vyšel z publika náčelník indiánského kmene a dotkl se ostřím mačety tváře presidenta společnosti Elektrobras. Scéna byla reprodukována v tisku a stala se historickou. Od financování projektu v této době odstoupila Světová banka.
Změněný projekt, který byl později realizován, již v zátopových oblastech nezahrnoval žádná domorodá území, přesto se na scéně objevili v masovém množství zástupci Greenpeace.  O vývoji následujících vztahů a odezvě na mezinárodním fóru svědčí nejlépe vydání knihy Memoáry domorodého náčelníka Raoniho s předmluvou Jacquesa Ciraca v květnu 2010 v Paříži. Indiánský náčelník Raoni Metikture zde s podporou francouzského presidenta vybízí k zabíjení všech „bílých stavitelů“.

V březnu 2011 přiletěl do povodí Xingú režizér James Cameron a Arnold Schwarzenegger. Představitelé showbyznysu zhlédli domorodé tance, vykouřili dýmku míru a odletěli. Arnold Schwarzenegger pak v Americkém senátu pronesl projev o nutnosti rozvoje sluneční a větrné energie v Brazílii. Na finanční scéně se objevily nabídky podpory z Číny a v červnu byla vydána Instalační licence.

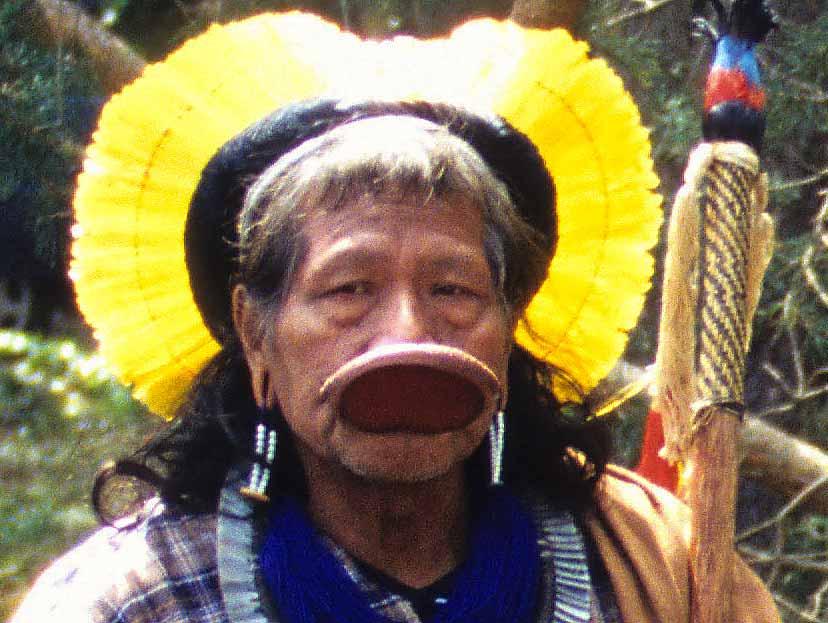
Raoní Metikture
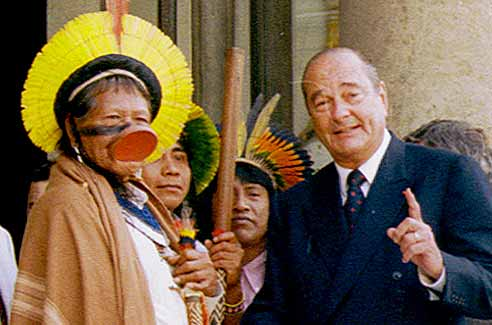
Raoní s francouzským presidentem
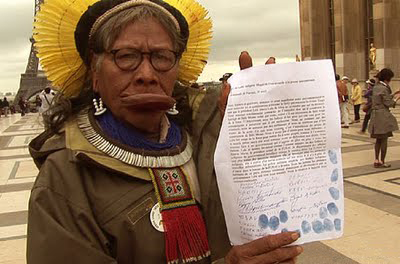
Raoní a protestní petice
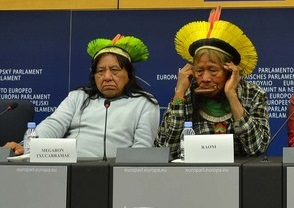
Raoní na ekologické konferenci

### Výstavba elektrárny
Prosinec 2015 - Test manipulační pohotovosti dvou bran, které uvolňují vodu kontrolovaným způsobem do kanálu a původního řečiště.
Leden 2016 – Začátek plnění derivačního systému.
Únor 2016 - Derivační systém naplněn..
Duben 2016 - Zahájení komerčního provozu první generace jednotek hlavní i doplňkové elektrárny.
Květen 2016- Slavnostní otevření elektrárny Belo Monte Hydroelectric.
Červen 2016 - Zahájení komerčního provozu druhé generační jednotky doplňkové elektrárny.
Červenec 2016 - Druhá jednotka hlavní elektrárny je integrována do národního distribučního systému (SIN).  
Listopad 2016 - Zahájení komerčního provozu 3. jednotky hlavní elektrárny a 4. jednotky doplňkové elektrárny.
Leden 2017 - Zahájení komerčního provozu 4. jednotky hlavní elektrárny a generátorových jednotek 5 a 6 doplňkové elektrárny. Doplňková elektrárna Pimental pracuje při plném stanoveném výkonu 233 MW.
Instalace dalších agregátů hlavní elektrárny a nárůst instalovaného výkonu následují v rychlém sledu.
| jednotka | datum spuštění | celkový výkon (MW) |
| -------- | -------------- | ------------------ |
| 5.       | 04-2017        | 3055               |
| 6.       | 07-2017        | 3666               |
| 7.       | 10-2017        | 4 277              |
| 8.       | 02-2018        | 4 888              |
| 9.       | 06-2018        | 5 499              |
| 10.      | 10-2018        | 6 110              |
| 11.      | 11-2018        | 6 721              |
| 12.      | 12-2018        | 7 332              |
| 13.      | 05-2019        | 7 943              |
| 14.      | 06-2019        | 8 555              |
| 15.      | 08-2019        | 9 165              |
| 16.      | 09-2019        | 9 778              |
| 17.      | 10-2019        | 10 389             |
| 18.      | 11-2019        | 11 233             |

V listopadu 2019 byla uvedena do provozu poslední 18. jednotka a vodní dílo Belo Monte dosáhlo plánovaného instalovaného výkonu 11 233 MW - 11 000 MW hlavní elektrárny a 233 MW doplňkové elektrárny v Pimentalu.

## Provoz
Derivační řešení vodního díla je charakteristické okamžitou reakcí výroby elektřiny na přírodní průtokové poměry. I ve stavu částečné instalace, kdy je omezena možnost zpracování povodňových stavů, je dosaženo garantované výroby elektrické energie. Společnost Norte Energia uvádí aktuální hodnoty nakládání s vodní kapacitou, dokládající, že voda na peřejích pod přehradou Pimental neklesne pod hodnoty historického přírodního minima. Následující tabulka předkládá k posouzení provozní nakládání s vodním zdrojem v období vyšší a nižší vydatnosti.
|                             | 19.5.2019 | 7.8.2019 |
| --------------------------- | --------- | -------- |
| Přítok do nádrže Pimental   | 12268     | 1719     |
| Odtok do derivačního kanálu | 7006      | 719      |
| Odtok do přírodního koryta  | 5262      | 917      |
| Průtok elektrárnou          | 5690      | 670      |

## Současnost a budoucnost
Vodní dílo Belo Monte je ve srovnání s podobnými díly mimořádně ohleduplné k životnímu prostředí i k domorodému obyvatelstvu. Přírodní koryto na peřejích zůstává nedotčeno, rybí přesmyk při spádu 11 m na délce 1200 m zaručuje při průtoku 40 m3/s bezproblémovou migraci ryb, poměr vodní plochy a výkonu je ve světovém měřítku zcela unikátní. Přestože nebyla zatopena žádná oblast původního výskytu domorodých obyvatel, blokují místní kmeny pravidelně Transamazonskou dálnici mezi Altamirou a Belo Monte. Přes třicet let trvající debaty mezi příznivci a odpůrci díla, doprovázené celosvětovou účastí významných celebrit z oblasti showbyznysu i politiky, dostaly slova Belo Monte do běžného slovníku zasvěcených i zcela nezasvěcených ekologických aktivistů. Pokud se z něj někdy vytratí, bude to trvat mnoho let.
Při plnění garantované výroby zajistí hydroenergetický komplex Belo Monte 11 % potřeby elektrické energie v Brazílii. Odbornou veřejnost bude dílo vždy přitahovat jako ukázka zpracování jednoho z největších přítoků největší řeky světa na maximálním reálně dosažitelném spádu.